# Río Tiquié
El río Tiquié es un curso de agua afluente del río Vaupés. Corre entre el departamento de Vaupés y el estado de Amazonas, en la región fronteriza entre Colombia y Brasil. Es un río de aguas negras. Su longitud es de 374 km según mediciones por satélite. Nace en territorio colombiano y corre 321 km por Brasil.
El terreno alrededor del río Tiquié es principalmente plano. Está ubicado en un valle y nace a 77 metros sobre el nivel del mar. El Tiquié desemboca en São Gabriel da Cachoeira formando en el Vaupés el lago Mucum con una superficie 35 kilómetros cuadrados. El punto más alto cercano alcanza 114 m s.n.m. a 1.2 km al suroeste de río Tiquié. En el alto Tiquie predomina el bosque de tierra firme, mientras que en el medio y bajo curso del río predomina la catinga. Abunda la vegetación propia de los terrenos inundados conocidos como igapó, especialmente dinámica en el curso bajo.
El clima de selva tropical prevalece en el área. La temperatura media anual de la zona es de 22 °C. El mes más cálido es enero, cuando la temperatura promedio es de 23 °C, y el más frío es mayo, con 21 °C. El mes más húmedo es febrero, con un promedio de 515 mm de precipitación, y el más seco es octubre, con 211 mm de precipitación. La precipitación media anual es de 2.900 a 3.600 milímetros.
La cuenca del Tiquié está habitada por los pueblos indígenas Macuna, Tuyuca, Tukano, Bará, Desano, Jupda y Yuhupdeh.